# Srednji Statovac
Srednji Statovac (cyr. Средњи Статовац) – wieś w Serbii, w okręgu toplickim, w mieście Prokuplje. W 2011 roku liczyła 27 mieszkańców.